# Uvik vulgaris
Genre
Espèce
Uvik vulgaris, unique représentant du genre Uvik, est une espèce d'araignées aranéomorphes de la famille des Cyatholipidae.

## Distribution
Cette espèce se rencontre au Congo-Kinshasa au Nord-Kivu et en Ouganda,.

## Description
Le mâle holotype mesure 2,87 mm et la femelle paratype 2,70 mm.

## Publication originale
- Griswold, 2001 : A monograph of the living world genera and Afrotropical species of cyatholipid spiders (Araneae, Orbiculariae, Araneoidea, Cyatholipidae). Memoirs of the California Academy of Sciences, vol. 26, p. 1-251 (texte intégral).